# Pi2 Cygni
Título a ser usado para criar uma ligação interna é Pi2 Cygni.
Pi2 Cygni (Pennae Caudalis, Sama al Azrak, 81 Cygni) é uma estrela na direção da constelação de Cygnus. Possui uma ascensão reta de 21h 46m 47.61s e uma declinação de +49° 18′ 34.5″. Sua magnitude aparente é igual a 4.23. Considerando sua distância de 1156 anos-luz em relação à Terra, sua magnitude absoluta é igual a −3.52. Pertence à classe espectral B3III.